# Pak Wanso
Pak Wanso (auch Park Wansuh, Park Wan-seo oder Bak Wan-seo; * 20. Oktober 1931 im Kreis Kaep’ung, damaliges Japanisches Kaiserreich, heutiges Nordkorea; † 22. Januar 2011  bei Seoul, Südkorea) war eine südkoreanische Schriftstellerin. Pak Wanso gehört zu den bedeutendsten und am meisten gelesenen Schriftstellerinnen Südkoreas. Einige ihrer Romane und Erzählungen sind auch ins Deutsche übersetzt worden.

## Leben
Sie wuchs in bescheidenen, dörflichen Verhältnissen auf und begann ein Studium der Koreanistik an der angesehenen Seoul National University, das sie aufgrund des Koreakrieges abbrechen musste. Am Anfang ihrer erst spät begonnenen schriftstellerischen Laufbahn stand der 1970 erschienene Roman Der nackte Baum (Namok). Ihr Gesamtwerk umfasst 20 Romane und ungefähr 60 Kurzromane oder Erzählungen; die Zahlen schwanken je nach Quelle. Sie schrieb bis zu ihrem Tod und erhielt mehrere Literaturpreise, den letzten und herausragendsten posthum.
Ihre Themen in der Literatur umfassen zumeist den Koreakrieg, die Kritik am südkoreanischen Mittelstand und die Rolle der Frau im heutigen, immer noch durch den Konfuzianismus geprägten Südkorea. In ihrem autobiografischen Roman Wer hat nur den ganzen Knöterich gegessen?(engl. Who Ate Up All the Shinga?) (1992) erzählt Pak Wanso aus ihrer Kindheit und Jugend bis zur Mitte des Koreakrieges. Mit geringen Änderungen sind ihre Themen und Texte – abgesehen vom Koreakrieg vielleicht – auch auf Europa übertragbar, da sie allgemein-menschliche Fragen berühren.
Pak Wanso war katholischen Glaubens, verheiratet und hatte vier Töchter sowie einen Sohn, der bei einem Autounfall ums Leben kam. Am 22. Januar 2011 starb sie an einem Krebsleiden.

## Werke
- 나목 (Der nackte Baum) (여성동아, 1970) ISBN 89-378-4302-1
- 세상에서 제일 무거운 틀니 ( Das schwerste Gebiss der Welt) (한발기, 여성동아, 1972) ISBN 89-378-4303-X
- 지렁이 울음소리 (Das Weinen des Regenwurms) (신동아, 1973)
- 부끄러움을 가르칩니다 (Ich lehre die Scham) (일지사, 1976) ISBN 89-546-0193-6
- 휘청거리는 오후 (Der taumelnde Nachmittag) (창작과비평사, 1977) ISBN 89-338-0026-3
- 목마른 계절 (Die durstige Jahreszeit) (수문서관, 1978) ISBN 89-338-0053-0
- 욕망의 응달 (Der Schatten der Begierde) (수문서관, 1979) ISBN 89-338-0036-0
- 살아 있는 날의 시작 (Der Beginn des Tages, an dem ich lebte) (전예원, 1980) ISBN 89-338-0035-2
- 엄마의 말뚝 (Der Pfahl meiner Mutter) (일월서각, 1982) ISBN 978-89-7952-117-7
- 오만과 몽상 (Arroganz und Einbildung) (한국문학, 1980–1982) ISBN 89-338-0060-3
- 그해 겨울은 따뜻했네 (Der Winter jenes Jahres war warm) (세계사, 1983) ISBN 978-89-338-0061-4
- 그 가을의 사흘동안 (Vier Tage jenes Herbstes) (나남, 1985) ISBN 89-300-0108-4
- 도시의 흉년 (Das Jahr der Missernte in der Stadt) (문학사상사, 1979) ISBN 89-338-0027-1
- 미망 (Irrtum) (문학사상사, 1990) ISBN 89-338-0089-1
- 그 많던 싱아는 누가 다 먹었을까 (Wer hat nur den ganzen Knöterich gegessen) (웅진닷컴, 1992) ISBN 89-01-01760-1
- 그 산이 정말 거기 있었을까 (War der Berg wirklich dort) (웅진출판, 1995) ISBN 978-89-01-01761-7
- 아주 오래된 농담 (Ein sehr alter Scherz) (실천문학사, 2000) ISBN 978-89-392-0397-6
- 그 남자네 집 (Sein Haus) (현대문학, 2004) ISBN 978-89-7275-427-5
- 친절한 복희씨 (Freundliche Frau Pok-hŭi) (문학과지성사, 2008) ISBN 978-89-320-1814-0
- 세 가지 소원 - 작가가 아끼는 이야기 모음 (Drei Wünsche) (마음산책, 2009) ISBN 978-89-6090-052-3
- 못 가본 길이 더 아름답다 (Unbekannte Wege sind noch schöner) (현대문학, 2010) ISBN 978-89-7275-467-1
- 세상에 예쁜 것 (Die schönen Dinge des Lebens) (마음산책, 2012) ISBN 978-89-6090-144-5

### Übersetzungen

#### Deutsch
- Das Haus der Familie jenes Mannes. Übersetzt von Ahn In-kyong und Anneliese Stern-Ko, erschienen in Koreana 8 (2013) Nr. 1, 68–79, ISSN 1975-0617
- Das Familienregister. Übersetzt von Helga Picht, bei Verlag Volk und Welt, Berlin 1994, ISBN 3-353-01001-7
- Die träumende Brutmaschine. Übersetzt von Woon-Jung Chei und Rainer Werning, Secolo Verlag, Osnabrück 1995, ISBN 978-3-929979-22-0
- Im Sumpf steckengeblieben. Enthalten in: Am Ende der Zeit, herausgegeben und übersetzt von Helga Picht und Heidi Kang, bei Pendragon, Bielefeld 1999, ISBN 3-929096-84-6

#### Englisch
- The Naked Tree. Cornell University East Asia Program, Ithaca NY, USA, 1995, ISBN 978-1-885445-73-5
- My Very Last Possession. M. E. Sharpe, Inc., Armonk NY, USA, 1999, ISBN 978-0-7656-0428-6
- A Sketch of the Fading Sun. White Pine Press, Buffalo NY, USA, 1999, ISBN 978-1-877727-93-1
- Three Days in That Autumn. Jimoondang Publishing Co., Seoul, Korea, 2001, ISBN 978-0-9705481-8-4
- Weathered Blossom (zweisprachig: koreanisch-englisch), Hollym International Corp., Elizabeth NJ, USA, 2006, ISBN 978-1-56591-222-9
- Who Ate Up All the Shinga?. Columbia University Press, New York, USA, 2009, ISBN 978-0-231-14898-6

## Auszeichnungen
- 1999: Manhae-Literaturpreis
- 2001: Hwang-Sun-won-Literaturpreis
- 2006: Ho-Am-Preis für Künstler
- 2011: Orden für kulturelle Verdienste in Gold